# Solukhumbu

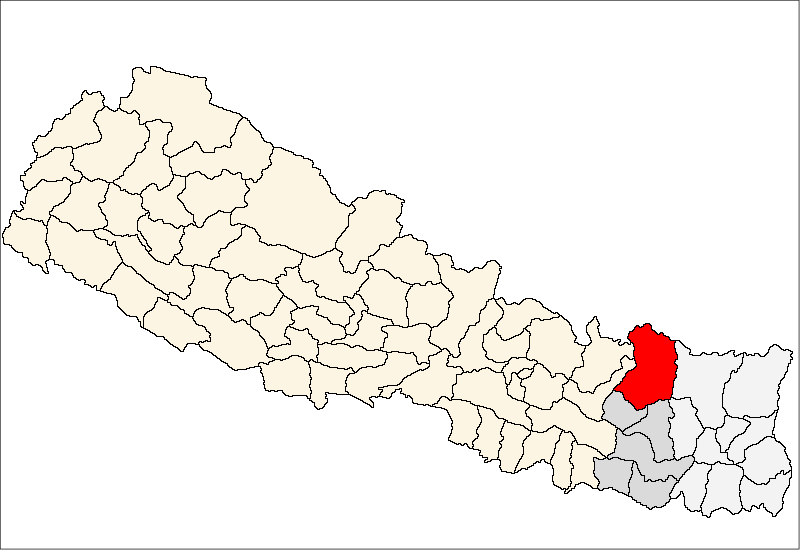
Dystrykt Solukhumbu

Dystrykt Solukhumbu (nep. सोलुखुम्बु) – jeden z siedemdziesięciu pięciu dystryktów Nepalu. Leży w strefie Sagarmatha. Dystrykt ten zajmuje powierzchnię 3312 km², w 2001 r. zamieszkiwało go 105886 ludzi. Stolicą jest Salleri.